# Californische condor
De Californische condor (Gymnogyps californianus) behoort tot de gieren van de Nieuwe Wereld (Cathartidae). De vogel was bijna uitgestorven, maar kon worden gered dankzij herintroductie met exemplaren die zich in gevangenschap hadden voortgeplant.

## Kenmerken
Het verenkleed van deze standvogel is overwegend zwart tot en met de dikke kraag van halsveren. Slechts de top van de kleinere vleugeldekveren is wit. Het verenkleed is bij beide geslachten gelijk. De lichaamslengte bedraagt 120 tot 130 cm en het gewicht 8 tot 14 kg.

## Leefwijze
Deze vogels zijn zeer goede zweefvliegers, die veel tijd hoog in de lucht doorbrengen, van waaruit ze speuren naar kadavers.

## Verspreiding en leefgebied
Deze soort komt voor in de westelijke Verenigde Staten, met name in Californië en Arizona. De langst overgebleven populatie had zijn leefgebied in afgelegen, gedeeltelijk beboste, heuvelige gebieden ten noorden van Los Angeles. Gedurende het Pleistoceen had de vogel een veel grotere verspreiding over Noord-Amerika met leefgebieden in zowel berg- en heuvelland als op de prairie. 

## Status
Oorspronkelijk leefde deze vogel in grote delen van Noord-Amerika, maar door jacht en gif is de Californische condor vrijwel uitgestorven in het wild. In 1987, nadat de laatste zes exemplaren die in het wild voorkwamen werden gevangen, waren er alleen nog 27 vogels in gevangenschap. Deze dieren werden onderdeel van een uitgebreid herintroductieprogramma vanuit San Diego Wild Animal Park. In 2003 was het aantal gegroeid tot 223 vogels, waarvan 138 in gevangenschap waarmee werd gefokt en 85 dieren al uitgezet in Californië en het noorden van Arizona (en hoewel de Californische condor hiermee voor uitsterven behoed werd, was het fokprogramma direct de oorzaak van het uitsterven van de vogelluis Colpocephalum californici; deze luis leefde gastheerspecifiek op de Californische condor en omdat alle vogels in het fokprogramma ontluisd werden, raakte deze diersoort daardoor onbedoeld uitgestorven).
In 2010 verbleven 104 volwassen vogels in het wild die in staat zijn zich daar voort te planten en 44 vogels hebben zich al met succes in het wild voortgeplant. In 2012 bedroeg de totale vrijlevende populatie Californische condors 231 individuen. Volgens in 2017 gepubliceerd onderzoek is de wereldpopulatie 446 individuen. Ook al neemt het aantal nu geleidelijk toe, zonder het herintroductieprogramma dat nog steeds loopt en inspanning vergt, zou de vogel zijn uitgestorven. Daarom blijft de vogel als ernstig bedreigd (kritiek) op de Rode Lijst van de IUCN. 

## Fotogalerij

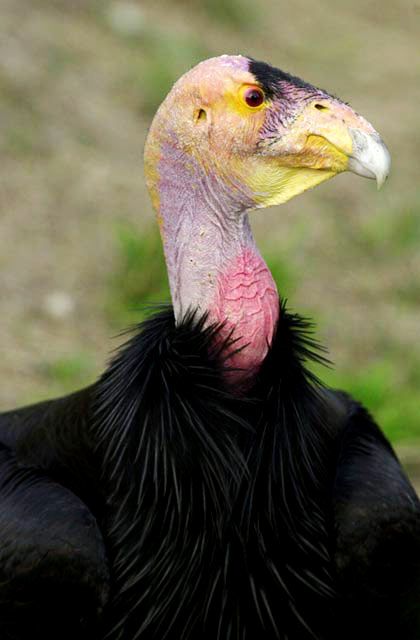
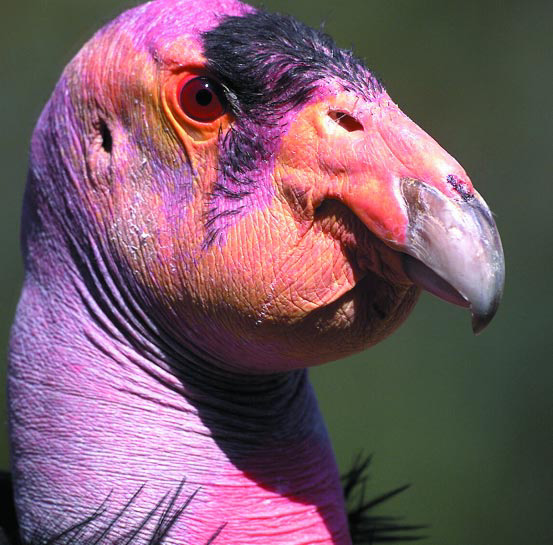
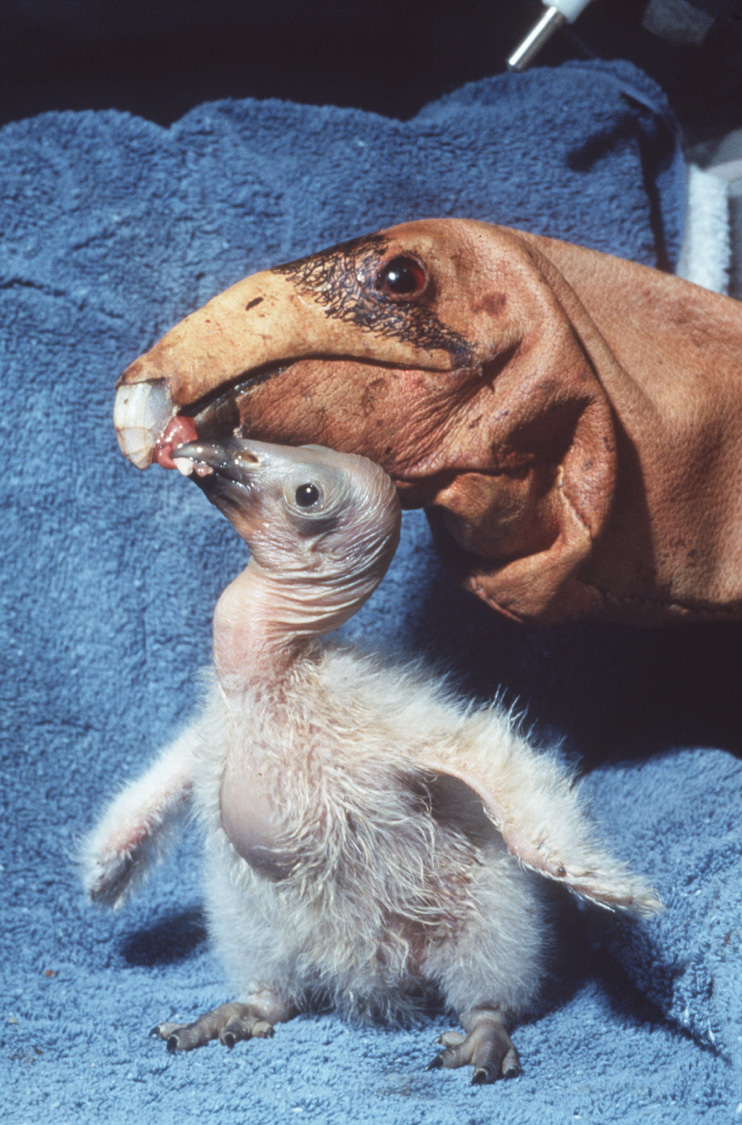
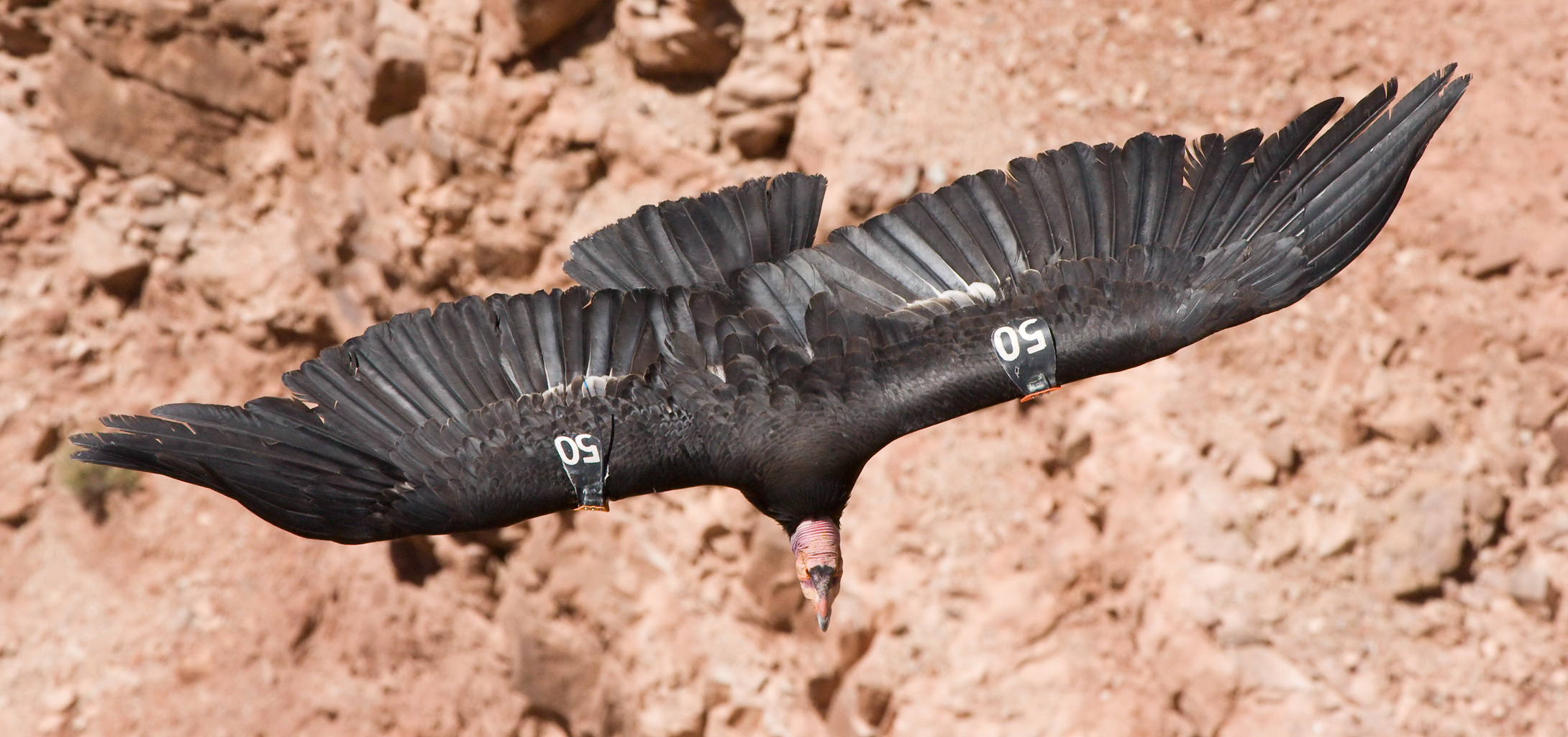
Californische condor in vlucht over de Marble Canyon gezien vanaf de Navajo Bridge in de Amerikaanse staat Arizona
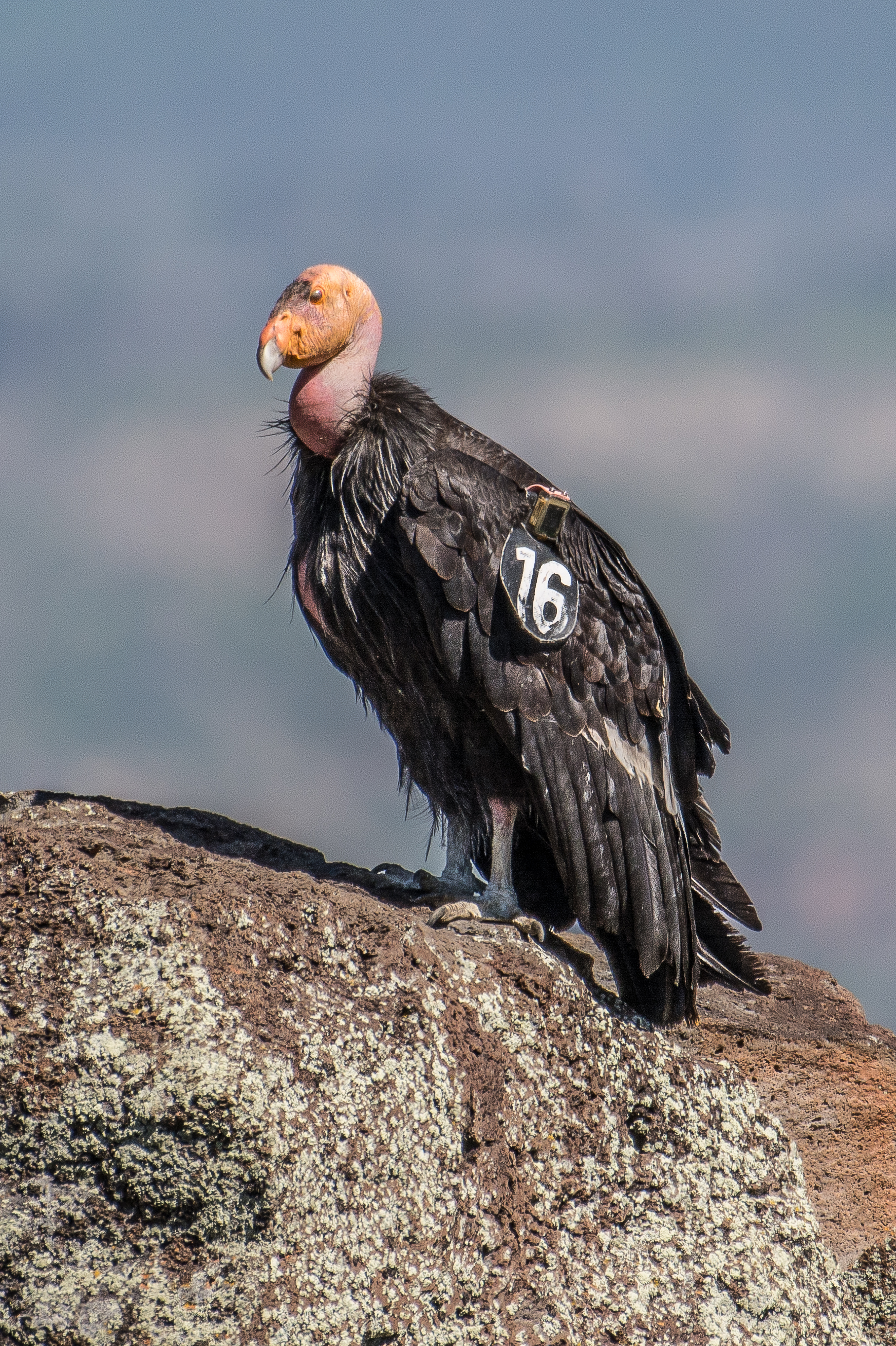
Californische condor (nr. 16) nabij het Kolob Lake in het Zion National Park in het zuiden van de Amerikaanse staat Utah
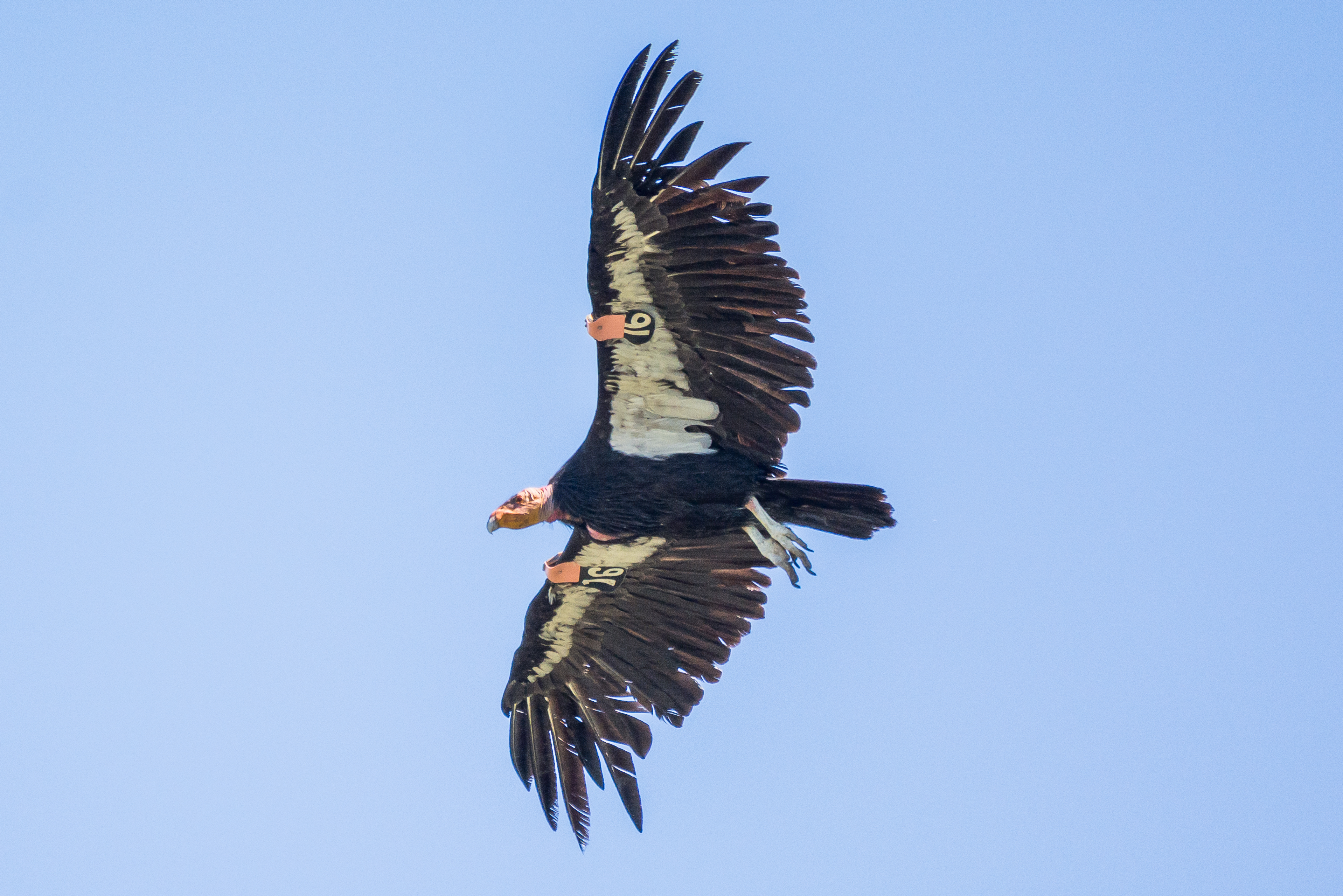
Californische condor in vlucht